# Nguyễn Khắc Lợi
Nguyễn Khắc Lợi (1932 – 2024) là đạo diễn điện ảnh người Việt Nam. Ông được biết đến qua thành công của những bộ phim truyện nổi tiếng như Tướng về hưu, Hai bà mẹ, Nguyễn Ái Quốc ở Hồng Kông...

## Tiểu sử
Nguyễn Khắc Lợi sinh ngày 23 tháng 8 năm 1932 trong một gia đình thuần nông ở Lâm Thao, Phú Thọ. Năm 17 tuổi khi đang học trường cấp 3 Hùng Vương (Phú Thọ), ông được tuyển chọn vào lớp đào tạo cán bộ thực hiện nhiệm vụ tuyên truyền văn hóa trong kháng chiến. Nguyễn Khắc Lợi và nhiều bạn học được thử nghiệm công việc chiếu bóng. Ông có hai người con đều làm việc trong ngành điện ảnh.
Nguyễn Khắc Lợi qua đời lúc 7h30 sáng 2 tháng 8 năm 2024.

## Sự nghiệp
Năm 1953, Nguyễn Khắc Lợi trở thành một thành viên của Điện ảnh cách mạng Việt Nam vừa được thành lập tại An toàn khu Việt Bắc. Năm 1954, với vai trò quay phim phụ trong tổ của nhà quay phim Yevgeny Mukhin và nhà văn Nguyễn Đình Thi, ông tham gia vào đoàn làm phim tài liệu Việt Nam của đạo diễn người Nga, Roman Karmen. Năm 1955, ông tham gia thưc hiện bộ phim tài liệu Mùa xuân tập kết tại Lào và được cử sang Liên Xô học tại trường VGIK vào năm 1957. Nguyễn Khắc Lợi cùng với Trần Đức và Nguyễn Đỗ Ngọc là những nghệ sĩ Việt Nam đầu tiên được đào tạo tại ngôi trường này. Ông tốt nghiệp năm 1963 và được phân công công tác tại Hãng phim truyện Việt Nam. Năm 1965, Nguyễn Khắc Lợi được đạo diễn bộ phim đầu tay và cũng là bộ phim điện ảnh đầu tiên về đề tài an ninh - tình báo của Bộ Nội vụ, Cuộc chiến đấu vẫn còn tiếp diễn dựa thei kịch bản Tiếng pháo đêm giao thừa của Nguyễn Doãn Quế. Bộ phim được chiếu vào dịp Tết Nguyên đán 1966, tạo nên một hiệu ứng tích cực, giúp tên tuổi các diễn viên Mai Châu, Lâm Tới, Trà Giang được khán giả biết đến.
Năm 1975, Nguyễn Khắc Lợi thực hiện bộ phim điện ảnh Hai người mẹ, bộ phim đầu tiên về mối quan hệ hữu nghị giữa Việt Nam và Lào. Với tác phẩm này Nguyễn Khắc Lợi đã giành được giải Đạo diễn xuất sắc hạng mục Phim truyện nhựa tại Liên hoan phim Việt Nam lần thứ 4.
Nguyễn Khắc Lợi có sở thích chuyển thể từ các tác phẩm văn học. Bộ phim Tướng về hưu, được Dương Đăng Hinh chuyển thể từ truyện ngắn cùng tên của nhà văn Nguyễn Huy Thiệp, được xem là bước đột phá trong sự nghiệp của Nguyễn Khắc Lợi khi giành được một giải Bông sen Bạc tại Liên hoan phim Việt Nam lần thứ 9, tổ chức năm 1990, và được xem là tác phầm xuất sắc của điện ảnh Việt Nam thời kỳ đổi mới. Năm 2001, ông thành viên Ban Giám khảo hạng mục phim truyện điện ảnh tại Liên hoan phim Việt Nam lần thứ 13
Năm 2004, Nguyễn Khắc Lợi lần đầu tiên đạo diễn một bộ phim về Chủ tịch Hồ Chí Minh có tựa đề Nguyễn Ái Quốc ở Hồng Kông, bộ phim giành được giải Đặc biệt của cả Giải Cánh diều 2003 và Liên hoan phim Việt Nam lần thứ 14.
Nguyễn Khắc Lợi là một trong những giảng viên đầu tiên của lớp đạo diễn điện ảnh, Trường Đại học Sân khấu – Điện ảnh Hà Nội. Ông đã góp phần đào tạo nhiều thế hệ nghệ sĩ của Việt Nam như: Đào Thanh Hưng, Trịnh Lê Phong, Đặng Thái Huyền, Đức Khuê, Phạm Nhuệ Giang, Trịnh Quang Tùng.

## Vinh danh
Nguyễn Khắc Lợi được phong tặng danh hiệu Nghệ sĩ nhân dân (NSND) năm 2007 và được trao Giải thưởng Nhà nước về Văn học nghệ thuật (đợt 3) năm 2012.
Tại lễ trao giải Cánh diều 2016, NSND Nguyễn Khắc Lợi cùng NSND Trần Phương đã được tôn vinh vì những cống hiến cho nền Điện ảnh cách mạng Việt Nam.

### Giải thường
| Năm                      | Giải thưởng                        | Tác phẩm đề cử             | Hạng mục                          | Kết quả                  | Chú thích                |
| Giải thưởng cho tác phẩm | Giải thưởng cho tác phẩm           | Giải thưởng cho tác phẩm   | Giải thưởng cho tác phẩm          | Giải thưởng cho tác phẩm | Giải thưởng cho tác phẩm |
| ------------------------ | ---------------------------------- | -------------------------- | --------------------------------- | ------------------------ | ------------------------ |
| 1990                     | Liên hoan phim Việt Nam lần thứ 9  | Tướng về hưu               | Phim điện ảnh                     | Bông sen Bạc             | [ 2 ]                    |
| 1996                     | Liên hoan phim Việt Nam lần thứ 11 | Đường mòn trên biển Đông   | Phim tài liệu                     | Bông sen Vàng            | [ 2 ]                    |
| 2004                     | Liên hoan phim Việt Nam lần thứ 14 | Nguyễn Ái Quốc ở Hồng Kông | Phim điện ảnh                     | Giải Đặc biệt            | [ 8 ] [ 13 ]             |
| 2004                     | Giải Cánh diều 2003                | Nguyễn Ái Quốc ở Hồng Kông | Phim điện ảnh                     | Giải Đặc biệt            | [ 8 ] [ 13 ]             |
| Giải thưởng cá nhân      |                                    |                            |                                   |                          |                          |
| 1977                     | Liên hoan phim Việt Nam lần thứ 4  | Hai bà mẹ                  | Đạo diễn xuất sắc - Phim điện ảnh | Đoạt giải                | [ 2 ]                    |
| 2005                     | Giải Cánh diều 2004                | Tiếng cồng định mệnh       | Đạo diễn xuất sắc - Phim điện ảnh | Đề cử cùng Lê Thi        | [ 15 ]                   |

## Tác phẩm
| Năm  | Tựa đề                                   | Đạo diễn             | Dạng phim            | Chú thích         |
| ---- | ---------------------------------------- | -------------------- | -------------------- | ----------------- |
| 1954 | Việt Nam trên đường thắng lợi            | Roman Karmen         | Phim tài liệu        | Quay phim         |
| 1955 | Mùa xuân tập kết                         |                      | Phim tài liệu        | [ 2 ]             |
| 1965 | Lá cờ chuẩn                              | Có                   | Phim truyện điện ảnh |                   |
| 1968 | Cuộc chiến đấu vẫn còn tiếp diễn         | cùng với Hoàng Thái  | Phim truyện điện ảnh | [ 2 ]             |
| 1972 | Xiếc Lào                                 | Có                   | Phim tài liệu        | [ 2 ]             |
| 1975 | Hai bà mẹ                                | Có                   | Phim truyện điện ảnh | [ 2 ]             |
| 1977 | Bức tường không xây                      | Có                   | Phim truyện điện ảnh | [ 2 ]             |
| 1980 | Câu lạc bộ không tên                     | Có                   | Phim truyện điện ảnh | [ 2 ]             |
| 1981 | Lâm nghiệp Thanh Hoa                     | Có                   | Phim tài liệu        | [ 2 ]             |
| 1982 | Miền đất không cô đơn                    | Có                   | Phim truyện điện ảnh | [ 2 ]             |
| 1985 | Cơn lốc biển                             | Có                   | Phim truyện điện ảnh | [ 2 ]             |
| 1987 | Cao nguyên không yên tĩnh                | Có                   | Phim video           | [ 2 ]             |
| 1988 | Tướng về hưu                             | Có                   | Phim truyện điện ảnh | [ 2 ]             |
| 1988 | Mối tình sau song sắt                    | Có                   | Phim truyện điện ảnh | [ 2 ]             |
| 1994 | Đường mòn trên biển Đông                 | Có                   | Phim truyện điện ảnh |                   |
| 1997 | Mùa xuân toàn thắng (tập 2 - Bước ngoặt) | Có                   | Phim tài liệu        | [ 2 ]             |
| 2000 | Triệu phú làng Kình                      | Có                   | Điện ảnh truyền hình |                   |
| 2004 | Nguyễn Ái Quốc ở Hồng Kông               | Cùng với Viên Thế Kỷ | Phim truyện điện ảnh | [ 2 ]             |
| 2005 | Tiếng cồng định mệnh                     | cùng với Lê Thi      | Phim truyện điện ảnh | [ 2 ]             |
| 2015 | Người trở về                             | Đặng Thái Huyền      | Phim truyện điện ảnh | cố vấn nghệ thuật |